# Philander
Pour l’article homonyme, voir Guillaume Philandrier, latinisé en Philander.
Genre
Philander est un genre de marsupiaux de la famille des Didelphidés. Ce sont des sarigues, appelées aussi opossums aux quatre yeux, notamment l'espèce Philander opossum.

## Liste des espèces
Selon Mammal Species of the World (version 3, 2005)  (31 mai 2010), ITIS (31 mai 2010) et NCBI (31 mai 2010) :
- Philander andersoni (Osgood, 1913)
- Philander frenatus (Olfers, 1818)
- Philander mcilhennyi Gardner & Patton, 1972
- Philander opossum (Linnaeus, 1758) - Opossum aux quatre yeux[1] ou Quatre-yeux[1]